# Прогресс (завод, Мичуринск)
АО Мичуринский завод «Прогресс» — советское и российское промышленное предприятие в городе Мичуринске Тамбовской области. Выпускает высокотехнологичное оборудование для систем управления авиационной и ракетной техники, а также широкий спектр электротехники гражданского назначения, оборудование для газо- и нефтепроводов. Завод входит в пятёрку крупнейших предприятий Тамбовской области.

## История завода
6 ноября 1957 года предприятие выпустило первую партию продукции. Первоначально завод выпускал гиромоторы для систем управления летательных аппаратов. В последующие годы предприятие значительно расширило спектр выпускаемой продукции: электродвигатели с регуляторами скоростей, гироузлы, трехстепенные гироскопы, наземную виброизмерительную аппаратуру, блоков автоматизированных бортовых систем управления (АБСУ) к автопилотам летательных аппаратов и другие.
Изначально в Мичуринске не было специалистов необходимой квалификации и на новое производство были переведены рабочие с предприятий Саратова, в их задачи входили обучение и передача опыта вновь принятым рабочим. Основу инженерно-технических служб составили выпускники Ленинградского техникума авиационного приборостроения.
В 1990-е годы, в связи с резким сокращением оборонного заказа, предприятие в три раза сократило численность рабочего персонала (до трех тысяч человек). В ходе конверсии заводом стал осваиваться выпуск продукции гражданского назначения: миксеры, кофемолки, соковыжималки, компрессорная техника, пневмоприводы дверей автобусов, троллейбусов, трамваев, оборудование для нефтегазового комплекса, а также детские игрушки-«конструкторы».
В 2008—2010 годах в условиях экономического кризиса и снижения заказов от традиционных поставщиков стал осваивать новые виды продукции: приводную технику и приборы для самолётов Ил-96-300 и Ан-148, изделий для самолёта ТУ-204.

## Продукция завода

### Продукция специального назначения
- асинхронные и синхронные 3-фазные гироэлектродвигатели (гиромоторы);
- асинхронные и синхронные 3-фазные гироузлы;
- сельсины и синусно-косинусные трансформаторы систем дистанционной передачи и систем индикации;
- потенциометрические механизмы, датчики перегрузки и акселерометры систем регистрации режимов полёта и систем управления и другие.